# مو قیفاووس

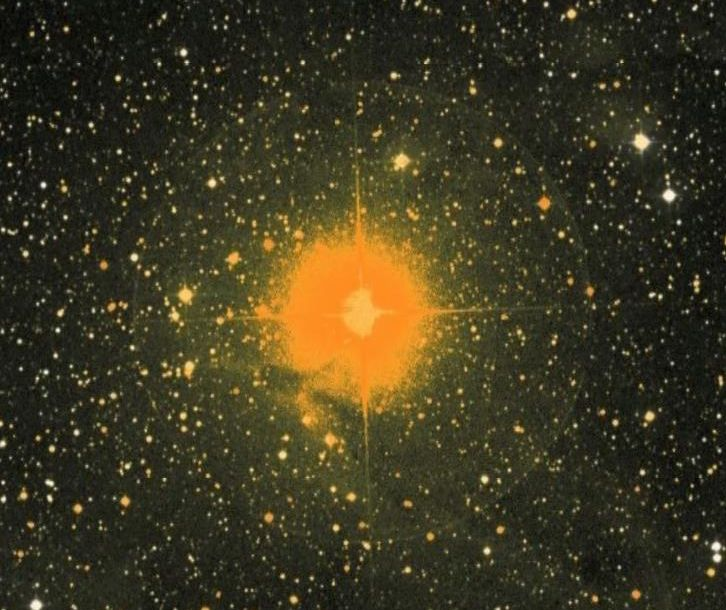
مو قیفاووس

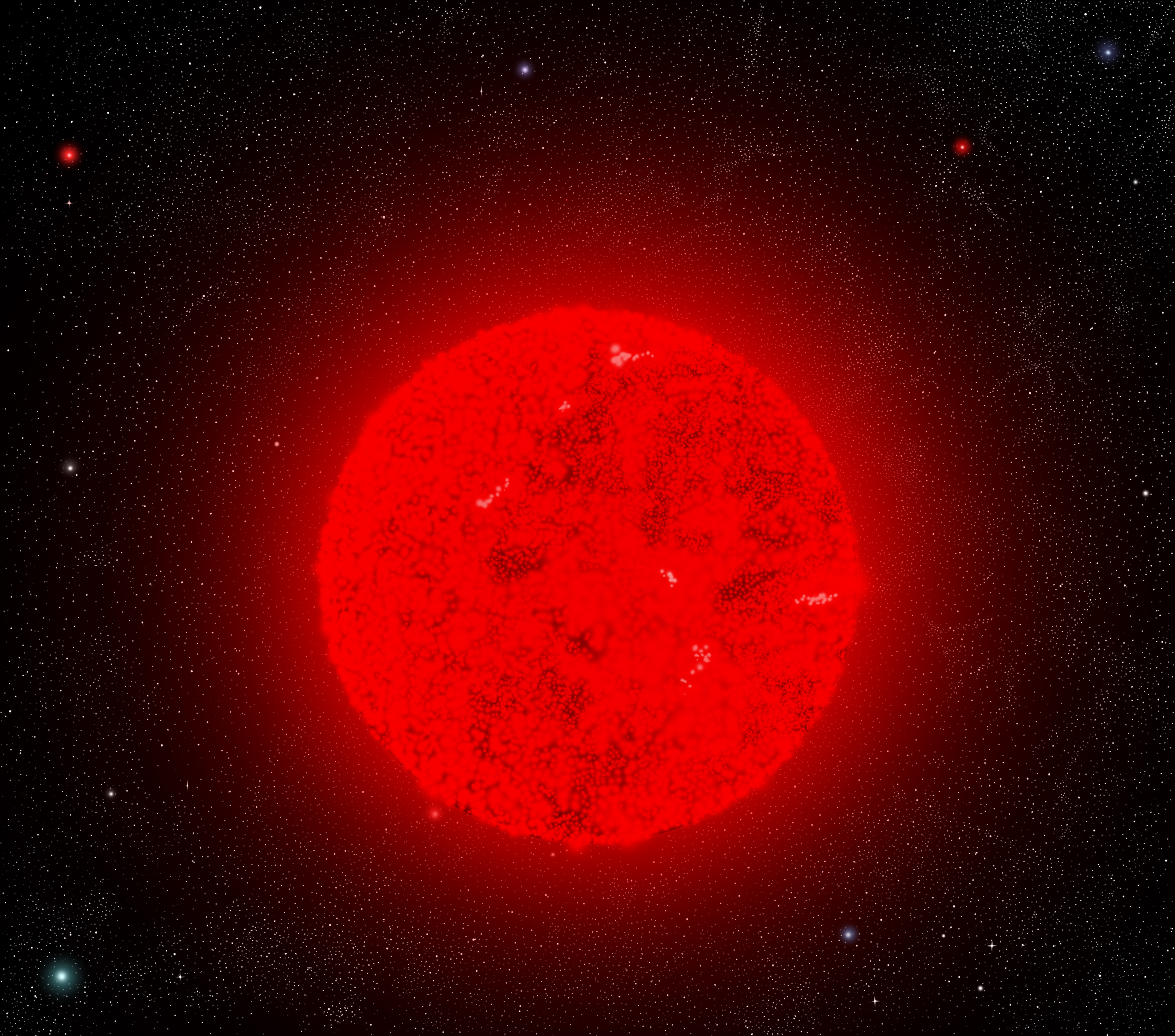
تصویر خیالی از مو قیفاووس

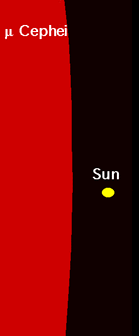
مقایسهٔ اندازهٔ مو قیفاووس و خورشید

ستارهٔ نارسَنگ (به انگلیسی: Mu Cephei یا Herschel's Garnet Star) که با نام‌های راقِص، مو قیفاووس و ستارهٔ لعل نیز شناخته می‌شود یک ستارهٔ ابرغول سرخ در صورت فلکی قیفاووس است.
این ستاره یکی از بزرگ‌ترین و درخشان‌ترین ستاره‌های کهکشان راه شیری است. این ستاره در آسمان با رنگ سرخ یاقوتی دیده می‌شود، زیرا در ردهٔ طیفی M2 و ردهٔ فشاری Ia قرار دارد.

## تاریخچه

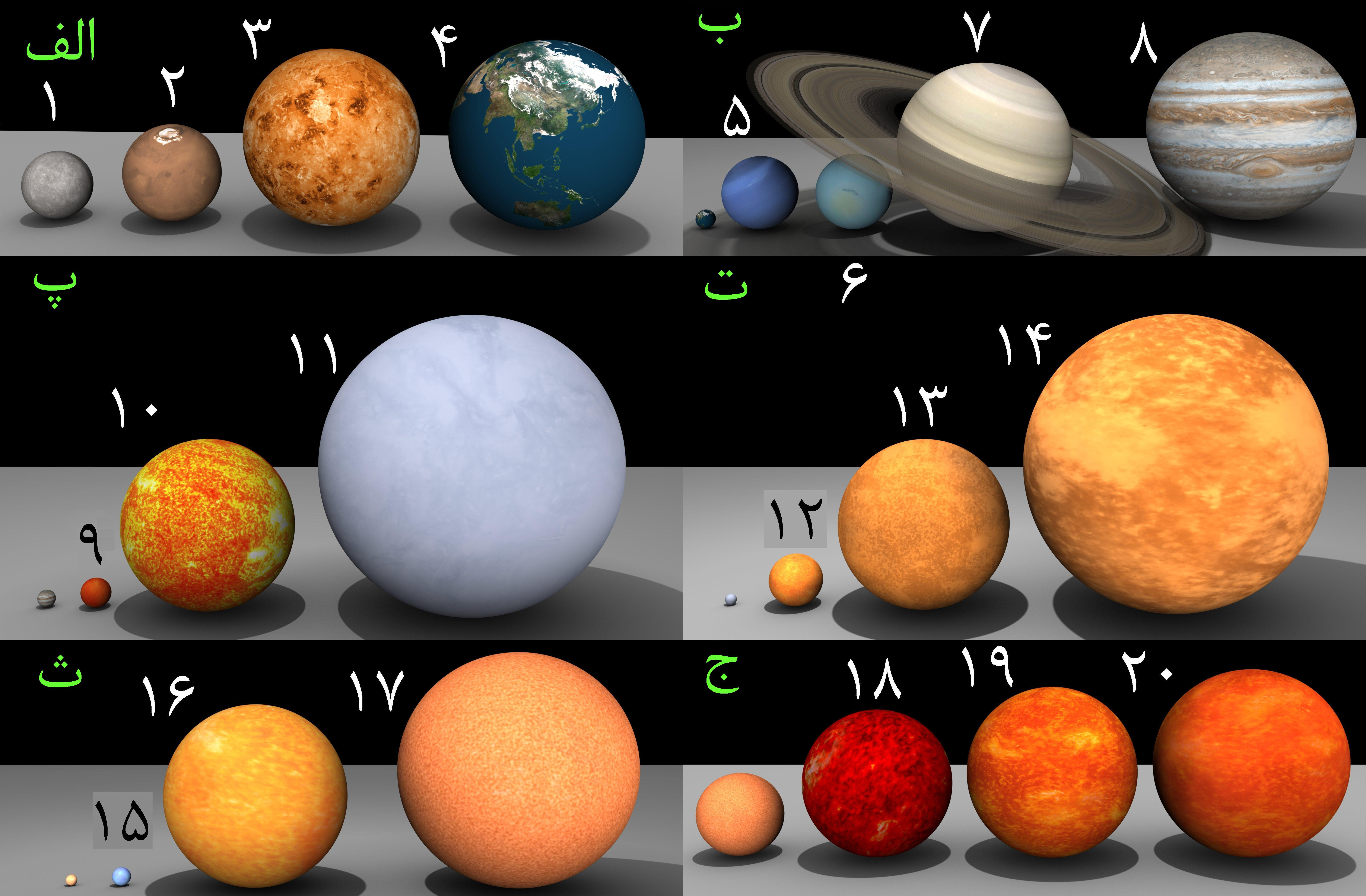
هم‌سنجی سیاره‌های منظومه خورشیدی با تعدادی از ستاره‌های مشهور: الف: زمین (۴) > ناهید (۳) > مریخ (۲) > تیر (۱) ب: مشتری (۸) > زحل (۷) > اورانوس(۶) > نپتون (۵) > زمین (بدون شماره) پ: شباهنگ (۱۱) > خورشید (۱۰) > ولف ۳۵۹ (۹) > مشتری (بدون شماره) ت: دبران (۱۴) > نگهبان شمال (۱۳) > رأس پیکر پسین (۱۲) > شباهنگ (بدون شماره) ث: ابط‌الجوزا (۱۷) >قلب عقرب (۱۶) > پای شکارچی (۱۵) > دبران (بدون شماره) ج: وی‌وای سگ بزرگ (۲۰) >وی‌وی قیفاووس (۱۹) > مو قیفاووس (۱۸) > ابط‌الجوزا (بدون شماره)

رنگ سرخ ژرف مو قیفاووس توسّط ویلیام هرشل، اخترشناس سده ۱۸ (میلادی) به زیبایی وصف شده است؛ وی ستاره مو قیفاووس را چنین توصیف نموده است:«رنگ سرخ یاقوتی شگفت انگیز و ژرف این ستاره مانند ستاره متغیر میرا است.» و به همین دلیل پس از گذر قرن‌ها هنوز این ستاره را با نام‌های لعل و نارسنگ می‌شناسند. جوزپه پیاتزی، اخترشناسی که برای نخستین بار سرس را کشف کرد، در فهرست خود این ستاره را گارنت سیداس نامیده است.

## ویژگی‌ها
ستارهٔ نارسنگ یک ابرغول سرخ بسیار درخشان است. مو قیفاووس یکی از درخشان‌ترین ستاره‌های کهکشان راه شیری که قابل دیدن با چشم غیرمسلّح هستند می‌باشد. بهترین شرایط برای دیدن مو قیفاووس در نیمکرهٔ شمالی زمین و از ماه اوت تا ماه ژانویه است.
شعاع ستارهٔ نارسنگ در حدود ۱٬۴۲۰ شعاع خورشیدی است. اگر مو قیفاووس در جای خورشید قرار می‌گرفت، مرز بیرونی آن به میان مدار سیارهٔ کیوان و مدار سیارهٔ مشتری می‌رسید. ستارهٔ نارسنگ می‌تواند بیش از ۱٬۰۰۰٬۰۰۰٬۰۰۰ خورشید را در خود جا دهد. تاکنون تنها ۵ ستاره شناخته شده‌اند که از مو قیفاووس حجم بیشتری دارند؛ نام‌های این ستاره‌ها به شرح زیر است:
۱. سپر یو وای
۲. وی وای سگ بزرگ
۳. کی دابلیو کمان
۴. کی وای ماکیان
۵. وی ۳۵۴ قیفاووس
۶. وی وی قیفاووس
مو قیفاووس ستارهٔ بسیار بزرگی است و قادر است ۲٬۷۰۰ تریلیارد زمین را در خود جا دهد. اگر زمین یک توپ گلف با قُطر حدود ۷٫۱ اینچ یا ۳٫۴ سانتی متر بود، قُطر ستارهٔ لعل به اندازهٔ طول ۲ پل گلدن گیت، یعنی چیزی در حدود ۴٫۳ مایل یا حدود ۵٫۵ کیلومتر بود.
مو قیفاووس یک ستارهٔ متغیر و نیز نمونهٔ اصلی گروه ستاره‌های متغیر نیمه‌منظّم است.قدر ظاهری این ابرغول در یک الگوی ناشناخته و نیمه‌منظّم و در دوره‌هایی میان ۲ و ۵/۲ سال در میان ۶۲/۳ و ۵ نوسان می‌کند. درخشش ستارهٔ نارسنگ حدود ۳۸٬۰۰۰ درخشندگی خورشید، و قدر مطلق مرئی آن حدود ۷- است. اگر مجموعه درخشش ستارهٔ نارسنگ و مجموعهٔ درخشش خورشید در طیف مرئی و طیف فروسرخ و خاموشی درون ستاره‌ای را با هم مقایسه کنیم، درخشش ستارهٔ لعل حدود ۳۵۰٬۰۰۰ درخشندگی خورشید خواهد بود، و با چنین شرایطی دیگر بدون هر گونه مبالغه می‌توان این ستاره را یکی از درخشان‌ترین ستاره‌های شناخته‌شده دانست. فاصله این ستاره با ما خیلی خوب شناخته نشده‌است. سنجش اختلاف منظر یا تخمین فاصلهٔ این ستاره با زمین در نوشته‌های دانشی فاصلهٔ این ابرغول با زمین را چیزی در میان ۳۹۰ و ۱٬۶۰۰ پارسک یا ۱٬۳۰۰ و ۵٬۲۰۰ سال نوری محاسبه کرده‌است.
ستارهٔ نارسنگ در حال حاضر یک ستارهٔ در مرحلهٔ مردن است. این ستاره شروع به همجوشی هسته‌ای هلیم به کربن کرده‌است، از آنجایی‌که رشتهٔ اصلی همجوشی ستاره هیدروژن به هلیوم است. چرخهٔ هلیوم-کربن نشان می‌دهد که ستارهٔ نارسنگ در مراحل آخر زندگی خود به سر می‌برد و ممکن است به عنوان یک ابرنواختر منفجر شود. (در واژه نجومی حداقل چندین میلیون سال دیگر). وقتی ستاره تبدیل به ابرنواختر گردد، نابود می‌گردد و یک تودهٔ عظیم ابرهای گازی برجای گذارد، و برای ستاره‌ای به بزرگی ستارهٔ نارسنگ، ممکن است سیاهچالهٔ فضایی از خود باقی بگذارد.